# Södermanlands runinskrifter 320
Södermanlands runinskrifter 320 är placerad vid västra hörnet av parken till Stäringe herrgård i Flens kommun. Stenen är rest efter Byrsten som reste österut med Ingvarståget. 

## Inskriften
Inskriften med runor:
ᚴᛅᛁᛦᚢᛅᛏᚱ ᛬ ᛅᚢᚴ ᛬ ᛅᚾᚢᛏᚱ ᛬ ᛅᚢᚴ ᛬ ᚢᛏᛅᛘᚱ ᛬ ᚱᛁᛏᛅ ᛬ ᛋᛏᛅᛁᚾ ᛬ ᛅᛏ ᛬ ᛒᚤᚱᛋᛏᛅᛁᚾ ᛫ ᛒᚱᚢᚦᚢᚱ ᛬ ᛋᛁᚾ ᛬ ᛋᛅᛦ ᚢᛅᛦ ᛬ ᛅᚢᛋᛏᚱ ᛫ ᛘᛁᚦ ᛁᚴᚢᛅᚱᛁ ᛬ ᛏᚱᛁᚴ ᛬ ᛋᚾᛁᛅᛚᛅᚾ ᛬ ᛋᚢᚾ ᛬ ᛚᛁᚠᛅᚤᛅᛦ
Translitterering av runraden:
: kaiʀuatr : auk : anutr : auk : utamr : rita : stain : at : byrst(a)in · bruþur : sin : saʀ uaʀ : austr · miþ ikuari : trik : snialan : sun : lifayaʀ ×
Normalisering till fornvästnordiska:
Geirhvatr ok Ǫnundr ok Ótamr [létu] rétta stein at Bjórstein, bróður sinn, sá var austr með Ingvari, dreng snjallan, son Lífeyjar.
Översättning till nusvenska:
Gervat och Anund och Otam (lät) resa stenen efter Byrsten, sin broder, som var österut med Ingvar, en rask ung man, Livös son.